# Gastrimargus immaculatus
Gastrimargus immaculatus är en insektsart som först beskrevs av Lucien Chopard 1957.  Gastrimargus immaculatus ingår i släktet Gastrimargus och familjen gräshoppor. Inga underarter finns listade i Catalogue of Life.